# جدعون راف
جدعون راف هو مخرج،كاتب وكاتب أفلام إسرائيلي ولد في 10 سبتمبر 1972.